# Майдан Праці (станція метро)
47°57′49″ пн. ш. 33°27′50″ сх. д. / 47.9636° пн. ш. 33.4639° сх. д.
«Майдан Праці» — кільцева станція Криворізького метротраму. Відкрита 29 грудня 1986 року у складі першої черги будівництва. Є найпівнічнішою та кінцевою станцією лінії 1М.

## Опис
Станція лежить осторонь головної траси. У 1999 році, перед відкриттям третьої черги будівництва, була проведена невеличка реконструкція колійного господарства неподалік станції, що дозволило пустити пряму лінію по новій дистанції. Наразі, трамваї маршрутів 2М 3М 4М на станцію «Майдан Праці» не заходять, тут розвертаються лише трамваї маршруту 1М.
Станція розташована на разворотному кільці. Вона складається з неперекритої платформи для висадки пасажирів, яка розташована на кривій, і посадкової платформи, прохід на яку здійснюється через вестибюль. Посадкова платформа і вестибюль побудовано зі збірного залізобетону; вони облицьовані темно-вишневою кахельною плиткою. Осторонь, для трамваїв, що прямують у депо, розташована ще одна платформа для висадки пасажирів.
Поруч із станцією розташоване депо метротраму (розраховане на 140 вагонів), управління комунального підприємства «Швидкісний трамвай».
Доїхавши до цієї станції, треба обов'язково вийти з вагона і з території станції, тож щоб поїхати назад треба знову проходити турнікети на вхід. Це єдина станція, перони "туди" і "назад" якої не є цілісними.

## Галерея

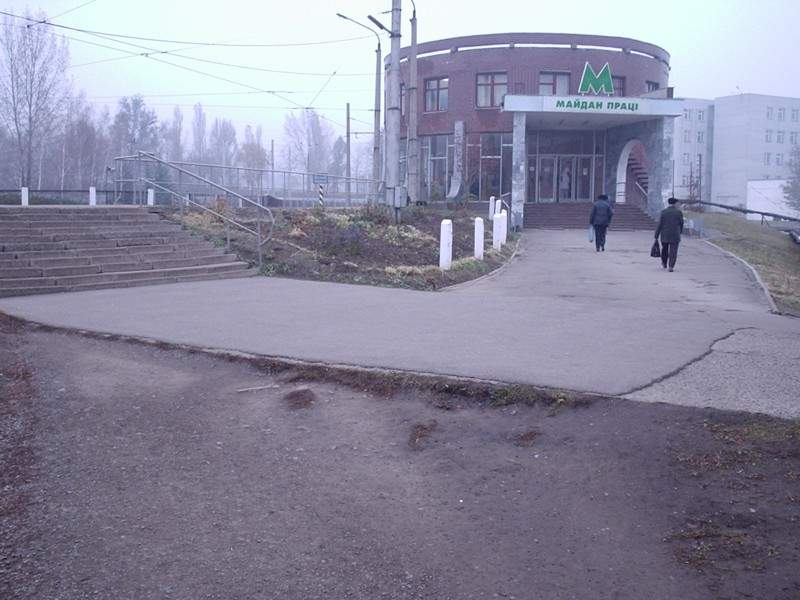
Висадочна платформа (ліворуч) та вхід на посадкову платформу
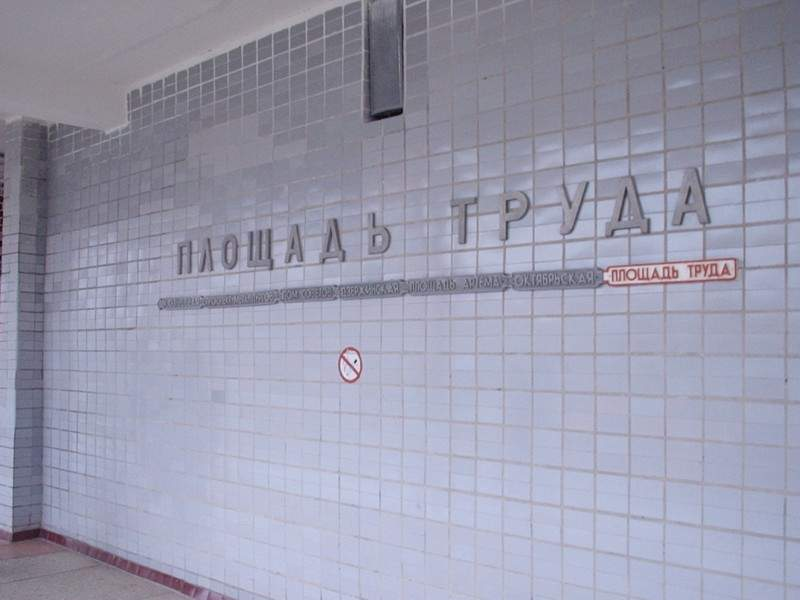
Вказівник на посадковій платформі
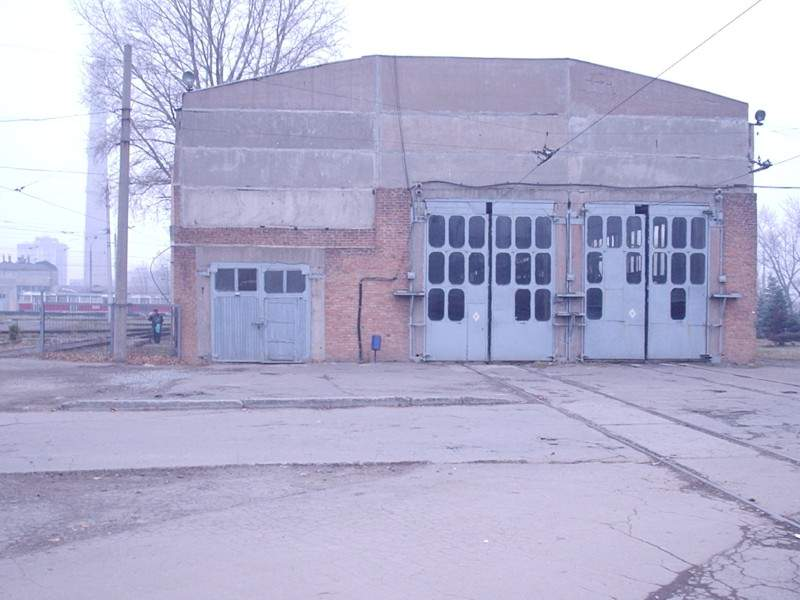
Депо швидкісного трамвая поблизу станції